# Metachrostis pergrisea
Metachrostis pergrisea är en fjärilsart som beskrevs av W. Warren 1913. Metachrostis pergrisea ingår i släktet Metachrostis och familjen nattflyn. Inga underarter finns listade i Catalogue of Life.